# Jerzy Skolimowski
Jerzy Skolimowski (tiếng Ba Lan: [jɛʐɨ skɔliˈmɔfskʲi], sinh ngày 5/5/1938) là nam diễn viên, đạo diễn, biên kịch người Ba Lan. Năm 1967, ông được trao giải Golden Bear cho phim Le départ. Ông cũng giành được một giải Golden Lion Thành tựu trọn đời tại Liên hoan phim Venice năm 2016.